# Stomphia japonica
Stomphia japonica is een zeeanemonensoort uit de familie Actinostolidae.
Stomphia japonica is voor het eerst wetenschappelijk beschreven door Carlgren in 1943.